# NGO Online
NGO Online ist eine 2001 in Heidelberg gegründete ehemalige Internet-Zeitung, die sich zur Aufgabe gemacht hat, Nachrichten aus dem politischen Spektrum deutscher Nichtregierungsorganisationen (NGOs), vor allem von Gewerkschaften, Umweltverbänden, Friedensgruppen und sozial engagierten Organisationen im Internet zu veröffentlichen. NGO Online gilt nach der Netzeitung als älteste allgemeinpolitische deutsche Internet-Zeitung (im Sinne einer Zeitung, die ausschließlich im Internet veröffentlicht wird).

## Chronik
NGO Online wurde im Mai 2001 von Henrik Paulitz mit einer vierköpfigen Redaktion gegründet und anfangs von den Organisationen Amnesty International, BUND, Greenpeace, Eurosolar und Urgewald teilweise auch finanziell unterstützt. Zum Konzept erklärte der Herausgeber Paulitz damals, bei NGO Online dürften die Sachargumente von Wirtschaft, Gewerkschaften, Kirchen, Parteien, Wissenschaft, NGO und politischen Initiativen „unzensiert aufeinanderprallen“.
2002 beschloss die Stiftung zur Förderung von sozialen Bewegungen, neben anderen Projekten sozialer Bewegungen auch NGO Online finanziell zu unterstützen.
2004 gründete Harry Fischer unter dem Namen „Lupe Harz“ eine Regionalausgabe für Halberstadt und Quedlinburg.
2006 rief Henrik Paulitz im Namen von NGO Online seine Leser dazu auf, das Organ durch Spenden zu unterstützen.
2009 bestand die Redaktion neben Paulitz aus Farid Bahlol, Klaus Fischer, Susanne Harmsen, Nehle Hoffer, Corell Wex und Christine Wicht. NGO Online setzte sich damals für das Projekt einer „linken Mehrheit“ im Bundestag ein, der auch die Partei Die Linke angehören sollte.
Stand 2015 findet bei NGO Online keine journalistische Arbeit mehr statt. Die Domain ngo-online.de befindet sich mittlerweile im Besitz von Detlev Lengsfeld, der sie als Vertriebsweg seiner Werbeagentur benutzt.